# PL-10
PL-10は中華人民共和国空軍が装備する短距離空対空ミサイル。

## 特徴
ミサイルは画像識別誘導式で推力偏向を備え、612研究所としても知られる2002年に誘導空対空ミサイル研究所(中国空空導弾研究院)と改名された洛陽電気光学センターの梁暁豊によって設計され、J-20のようなステルス機での運用を視野に入れて2004年に開発が開始された。
±90°の角度で探索することが可能な赤外線誘導のシーカーを備え、ヘルメットマウントディスプレイ(HMD)で操縦士が標的を追尾する方向へ向くと、ロックオンする 。ステルス機のように格闘戦に適さないような機体での運用を視野に入れて開発され、航空機自体は急激な機動を行わなくても推力偏向を備えるミサイルが標的の方向へ飛翔する。PL-10はアメリカのAIM-9Xサイドワインダーより優れた運動性能を持ち、ヨーロッパのASRAAMやIRIS-Tに匹敵する。

## 運用機
- J-20 等

## 運用国

### 現用
- 中国[6]
- パキスタン[7]